# Komunistyczna Partia Izraela (1948–1973)
Komunistyczna Partia Izraela (znana także jako Maki מק"י, co jest akronimem od hebrajskiego Ha-Miflaga ha-Komunistit ha-Jisra’elit, המפלגה הקומוניסטית הישראלית) – izraelska partia polityczna, utworzona w 1948 roku jako spadkobierczyni Komunistycznej Partii Palestyny istniejącej od 1923.
Liderami partii byli m.in. Me’ir Wilner, Mosze Sneh, Ester Wilenska.
Od początku swojego istnienia miała oblicze antysyjonistyczne, opowiadała się za współpracą Żydów i Palestyńczyków. W 1947 wskutek dyrektyw z ZSRR poparła powstanie państwa Izrael. Konsekwentnie broniła praw ludności arabskiej w Izraelu, opowiadała się za jego neutralnością, rozdziałem religii i państwa, rozwojem ustawodawstwa socjalnego. W latach 1958–1965 partia wydawała miesięcznik w języku polskim pt. Walka, którego redaktorem naczelnym był Adolf Berman.
W okresie 1949–1974 miała od czterech do siedmiu reprezentantów w Knesecie. W roku 1965 doszło w niej do rozłamu na tle stosunku do prawa Izraela do istnienia. Frakcja propalestyńska utworzyła nową partię Rakach (Nowa Lista Komunistyczna), uznaną przez ZSRR za oficjalną partię komunistyczną w Izraelu. Maki zaczęła tracić poparcie, zdobywając w wyborach w 1965 tylko jeden mandat. W 1973 zmieniła nazwę na Moked. Po roku 1973 łączyła się z innymi partiami politycznymi i stopniowo przestała istnieć.
Obecnie istniejąca partia Maki jest kontynuatorką Rakach.

## Politycy

### Posłowie wpierwszym Knesecie
Posłowie wybrani w wyborach w 1949: Szemu’el Mikunis, Eli’ezer Preminger, Taufik Tubi, Me’ir Wilner.

### Posłowie wdrugim Knesecie
Posłowie wybrani w wyborach w 1951: Emil Habibi, Ester Wilenska, Me’ir Wilner, Szemu’el Mikunis, Taufik Tubi

### Posłowie wtrzecim Knesecie
Posłowie wybrani w wyborach w 1955: Emil Habibi, Ester Wilenska, Me’ir Wilner, Mosze Sneh, Szemu’el Mikunis, Taufik Tubi,